# Rebellion Developments
Rebellion Developments is een Brits computerspelontwikkelaar, opgericht in 1992 en gesitueerd in Oxford. Het bedrijf is onder andere bekend van de Sniper Elite-serie en van meerdere ports naar PlayStation-consoles. Naast computerspellen, geeft Rebellion sinds 2000 comics en sinds 2006 boeken uit.

## Ontwikkelde spellen
| Release | Naam                                      | Platform                                                  |
| ------- | ----------------------------------------- | --------------------------------------------------------- |
| 1993    | Eye of the Storm                          | Amiga, DOS                                                |
| 1994    | Alien vs Predator                         | Atari Jaguar                                              |
| 1994    | Checkered Flag                            | Atari Jaguar-port                                         |
| 1999    | Aliens versus Predator                    | Windows                                                   |
| 1999    | Tom Clancy’s Rainbow Six                  | PlayStation-port                                          |
| 2000    | Mission: Impossible                       | Game Boy Color                                            |
| 2000    | Asterix: Search for Dogmatix              | Game Boy Color                                            |
| 2000    | Gunlok                                    | Windows                                                   |
| 2000    | The Mummy                                 | PlayStation, Windows                                      |
| 2000    | Skyhammer                                 | Atari Jaguar                                              |
| 2001    | Gunfighter: The Legend of Jesse James     | PlayStation                                               |
| 2001    | Klustar                                   | Game Boy Advance                                          |
| 2001    | Midnight Club: Street Racing              | Game Boy Advance-port                                     |
| 2001    | Snood                                     | Game Boy Advance                                          |
| 2002    | Delta Force: Urban Warfare                | PlayStation                                               |
| 2002    | Medal of Honor: Underground               | Game Boy Advance-port                                     |
| 2002    | Tiger Woods PGA Tour Golf                 | Game Boy Advance                                          |
| 2003    | Gunfighter II: Revenge of Jesse James     | PlayStation 2                                             |
| 2003    | Judge Dredd: Dredd vs Death               | Windows, Xbox, PlayStation 2, Nintendo GameCube           |
| 2004    | World War Zero: Iron Storm                | Windows                                                   |
| 2005    | Dead to Rights: Reckoning                 | PlayStation Portable                                      |
| 2005    | Sniper Elite                              | Windows, Xbox, PlayStation 2                              |
| 2006    | Rogue Trooper                             | Windows, Xbox, PlayStation 2                              |
| 2006    | 007: From Russia with Love                | PlayStation Portable-port                                 |
| 2006    | Miami Vice: The Game                      | PlayStation Portable                                      |
| 2006    | Gun: Showdown                             | PlayStation Portable                                      |
| 2007    | Harry Potter en de Orde van de Feniks     | PlayStation Portable-port                                 |
| 2007    | The Simpsons Game                         | PlayStation Portable, PlayStation 2, Wii                  |
| 2007    | Star Wars Battlefront: Elite Squadron     | PlayStation Portable                                      |
| 2007    | Aliens vs. Predator: Requiem              | PlayStation Portable                                      |
| 2008    | Call of Duty: World at War – Final Fronts | PlayStation 2                                             |
| 2009    | Rogue Trooper: Quartz Zone Massacre       | Wii                                                       |
| 2009    | Shellshock 2: Blood Trails                | PlayStation 3, Windows, Xbox 360                          |
| 2009    | Rogue Warrior                             | Windows, Xbox 360, PlayStation 3                          |
| 2009    | Battlefront Elite Squadron                | PlayStation Portable                                      |
| 2010    | Aliens vs. Predator                       | Windows, Xbox 360, PlayStation 3                          |
| 2012    | NeverDead                                 | Xbox 360, PlayStation 3                                   |
| 2012    | Sniper Elite V2                           | Windows, Xbox 360, PlayStation 3                          |
| 2013    | Sniper Elite: Nazi Zombie Army            | Windows                                                   |
| 2013    | Sniper Elite: Nazi Zombie Army 2          | Windows                                                   |
| 2014    | Sniper Elite 3                            | Windows, Xbox 360, PlayStation 3, Xbox One, PlayStation 4 |
| 2015    | Zombie Army Trilogy                       | PlayStation 4, Windows, Xbox One                          |
| 2017    | Sniper Elite 4                            | PlayStation 4, Windows, Xbox One                          |
| 2017    | Battlezone                                | Nintendo Switch, PlayStation 4, Windows, Xbox One         |
| 2018    | Strange Brigade                           | PlayStation 4, Windows, Xbox One                          |
| 2018    | Arca's Path VR                            | PlayStation 4, Windows                                    |
| 2020    | Zombie Army 4: Dead War                   | PlayStation 4, Windows, Xbox One                          |
| 2020    | Evil Genius 2                             | Windows                                                   |
| 2021    | Sniper Elite VR                           | PlayStation 4, Windows                                    |
| 2022    | Sniper Elite 5                            | PlayStation 5, PlayStation 4, Windows                     |